# Bruce Alexander
Bruce Alexander, född 28 maj 1946 i Watford, Hertfordshire, är en brittisk skådespelare. Han är antagligen mest känd för sin roll som Superintendent Mullet i den brittiska TV-serien Ett fall för Frost. Där spelar han rollen som överordnad till huvudkaraktären Jack Frost spelad av Sir David Jason. 
Han har varit med i Royal Shakespeare Company och spelade Ferdinand i 1989 års uppsättning av John Websters The Duchess of Malfi, han hade en liten roll i James Bond-filmen Tomorrow Never Dies och var med i ett avsnitt av Morden i Midsomer 2004. Mellan 1997 och 2005 spelade han rollen som Mike i BBC World Services såpopera Westway.

## Filmografi – i urval

### Filmer
- The Long Good Friday (1980) - Mac
- Century (1993) - Interogator
- Ladybird Ladybird (1994) - Advokat
- Nostradamus (1994) - Paul
- Tomorrow Never Dies (1997) - Kapten på HMS Chester
- Coming Home TV-film (2009) - Frank

### TV-serier
- Z-Cars (1973) - Krystofik (1 avsnitt)
- Play for Today (1979) - Ung man (1 avsnitt)
- The Professionals (1983) - Detektiv (1 avsnitt)
- Waterfront Beat (1990-1991) - Chief Superintendent Alan Briscoe (9 avsnitt)
- Skenet bedrar (1990) - Läkare (1 avsnitt)
- Specials (1991) - okänd roll (2 avsnitt)
- Murder in Mind (1994) - Mills (1 avsnitt)
- The Bill (1989-1997) - (3 avsnitt)
- Casualty (2004) - Pastor Gerry Kane (3 avsnitt)
- EastEnders (2004) - Mr. Burgess (3 avsnitt)
- Tillbaka till Aidensfield (2006) - Mr. Stevens (1 avsnitt)
- New Tricks (2008) - Piers Wheeler (1 avsnitt)
- Ett fall för Frost (1992-2010) - Insp. Mullett (42 avsnitt)

### Allmänna källor
- IMD (engelska)